# José María de Alvear

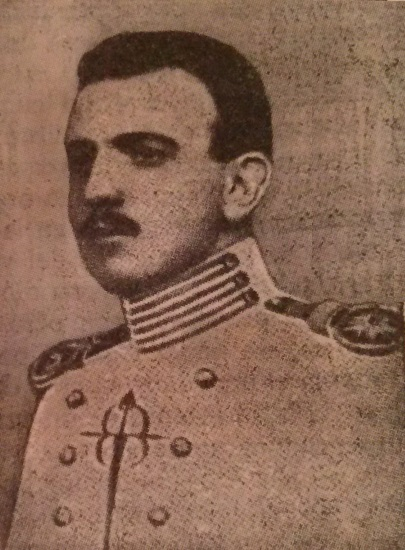
José María de Alvear y Abaurrea vestido de caballero profeso de la Orden de Santiago

José María de Alvear y Abaurrea (Sevilla, 1 de marzo de 1900 - Navalperal de Pinares, 31 de julio de 1936) fue un político y aristócrata español de ideología carlista que murió en combate al comienzo de la guerra civil española.

## Biografía
Era hijo de Francisco de Alvear y Gómez de la Cortina, conde de la Cortina. Cursó sus primeros estudios en el colegio de los jesuitas de Chamartín de la Rosa (Madrid) y de Mount St. Mary (Chesterfield, Inglaterra). Posteriormente realizó varios cursos en el Instituto Católico de Artes e Industrias de Madrid para incorporarse al negocio familiar vinícola que su padre tenía en Montilla (Córdoba).
Siendo joven se adhirió a la Comunión Tradicionalista, desempeñando el cargo de jefe provincial de Córdoba. Al implantarse la Segunda República Española en 1931, desarrolló una intensa campaña de propaganda que culminó durante la llamada Semana Tradicionalista en Andalucía Occidental en un mitin organizado por él el 3 de abril de 1932, que debía celebrarse en la Plaza de Toros de Córdoba con la asistencia de 20.000 personas. El mitin fue finalmente suspendido por el gobierno, efectuándose no obstante una manifestación en Córdoba presidida por Manuel Fal Conde, Alvear y otras importantes personalidades de la Comunión. En las casas de la Avenida del Gran Capitán ondearon banderas bicolor entre vítores y aclamaciones. Posteriormente se realizó un acto en el Hotel Regina en el que intervinieron como oradores el conde de Rodezno, Martín Asúa, Jaime Chicharro, José María Lamamié de Clairac, el conde de Vallellano y Esteban de Bilbao. Antes de finalizar el acto, fue interrumpido y disuelto por la fuerza pública, que detuvo a los oradores, incluidos el conde de Rodezno y Lamamié de Clairac, a pesar de su condición de diputados. Alvear fundó un círculo tradicionalista en Montilla que llegó a tener más de 400 socios y no pudo admitir nuevas solicitudes por falta de sitio. 

#### Detención
Con motivo de la Sanjurjada en agosto de 1932, fue encarcelado durante algún tiempo. Salió en libertad el 7 de septiembre del mismo año, junto a José Navarro González de Canales, propietario.
Tras la victoria del Frente Popular en las elecciones de 1936, trasladó a su familia a Portugal, continuando él en España. Como hombre de confianza de Fal Conde, participó con él en la preparación de los requetés de Andalucía. Alvear también se encargó de algunas importaciones portuguesas en la frontera de Huelva.  

### Guerra Civil
El estallido de la guerra civil le sorprendió en Portugal. Trató de entrar sin éxito en España con otros compañeros suyos primero por Ayamonte, que estaba aún en posesión del bando republicano, y después por mar en una lancha de gasolina que estuvo a punto de zozobrar. Posteriormente se dirigieron a Fuentes de Oñoro (Salamanca), logrando entrar en España el 23 de julio. Alvear se alistó voluntario al bando nacional como alférez de complemento de Caballería y tomó parte en la organización de la columna del comandante Doval, de quien fue ayudante.
Como jefe provincial tradicionalista de Córdoba, pudo haberse quedado en Burgos en la Comisaría General del Tradicionalismo, pero no quiso permanecer en la retaguardia. Según la Enciclopedia Espasa, en ocasiones había afirmado:

En esta persecución marxista, no me gustaría morir víctima del odio de clases; pero si en el campo de batalla caigo luchando contra los enemigos de Dios y de mi patria, bendita herida que contribuye a la salvación de España.

El 31 de julio de 1936 las tropas alzadas trataron de tomar Navalperal de Pinares ante un enemigo fuertemente atrincherado y superior en número y armamento. En dicha acción resultó herido Alvear en una pierna, pero se negó a ser evacuado. Cuando las tropas republicanas recibieron refuerzos de Madrid, los nacionales emprendieron la retirada. En medio de un intenso tiroteo, el comandante pidió un voluntario para transmitir una orden que debía atravesar la zona de mayor intensidad de fuego. José María Alvear, a pesar de encontrarse herido, se levantó de un salto, siendo alcanzado por una bala en la cabeza. Su cadáver, que quedó en poder de los republicanos, fue posteriormente exhumado y trasladado al panteón familiar de Montilla.

### Familia
José María de Alvear se casó con Antonia Zambrano Jaraquemada, con quien tuvo por hijos a José María, Asunta, María Antonia, Candelaria, Álvaro, Mariana, Francisco Solano y Cristóbal de Alvear y Zambrano. Cuando le recordaban que tenía ocho hijos para que obrase con prudencia, solía decir: «Prefiero hijos sin padre a hijos sin patria. Si muero defendiendo la causa de Dios, ya Él se cuidará de ellos».